# Regatul pierdut al piraților
Regatul pierdut al piraților (The Lost Pirate Kingdom) este un serial documentar din 2021 lansat de Netflix. Această dramă istorică descrie apariția și căderea republicii piraților de la începutul secolului al XVIII-lea, cu capitala în Nassau, Bahamas. Seria începe în 1715, la scurt timp după încheierea războiului succesiunii spaniole, în care Anglia s-a luptat cu Spania. Anglia a făcut ca războiul să o coste foarte puțin, deoarece s-a folosit mai mult de corsari decât de Marina Regală.

## Distribuție
- James Oliver Wheatley ca Edward Thatch sau „Barba Neagră”
- Sam Callis - Benjamin Hornigold
- Tom Padley - Charles Vane
- Evan Milton- Samuel Bellamy
- Samuel Collings - Paulsgrave Williams
- Miles Yekinni - Black Caesar
- Jack Waldouck - Jack Rackham
- Mia Tomlinson - Anne Bonny
- Phill Webster - John West
- Mark Gillis - Henry Jennings
- George Watkins - James Bonny, soțul Annei Bonny
- Derek Jacobi - narator

## Episoade
- Sus steagul negru!
- Republica piraților
- Prețul loialității
- Imperiul contraatacă
- Batem palma sau nu?
- Morți sau vii